# Grünhorn
Grünhorn är en bergstopp i Österrike.   Den ligger i distriktet Bregenz och förbundslandet Vorarlberg, i den västra delen av landet, 500 km väster om huvudstaden Wien. Toppen på Grünhorn är 2 039 meter över havet, eller 268 meter över den omgivande terrängen. Bredden vid basen är 3,8 km.
Terrängen runt Grünhorn är varierad. Närmaste större samhälle är Mittelberg, 5,7 km öster om Grünhorn. 
Trakten runt Grünhorn består i huvudsak av gräsmarker. Runt Grünhorn är det ganska tätbefolkat, med 52 invånare per kvadratkilometer.